# Stadion Miejski w Libiążu
Stadion Miejski – stadion sportowy w Libiążu, w Polsce. Obiekt może pomieścić 977 widzów. Swoje spotkania rozgrywają na nim piłkarze klubu Górnik Libiąż.
Do budowy stadionu przy ul. Piłsudskiego (dawniej ul. 15-go Grudnia) przystąpiono po zakończeniu II wojny światowej, z inicjatywy Józefa Szczurka i Ignacego Klamki. Obiekt i jego otoczenie było w późniejszym czasie sukcesywnie rozbudowywane. Dziś stadion stanowi część Miejskiego Ośrodka Rekreacyjno-Sportowego im. Solidarności 1980. Gospodarzem obiektu od początku jego istnienia jest klub Górnik Libiąż (w latach 1996–2014 pod nazwą „Janina Libiąż”). W przeszłości boisko stadionu otaczała bieżnia lekkoatletyczna. W lipcu 2005 roku stadion był jedną z aren turnieju finałowego czwartej edycji Pucharu Regionów UEFA. Rozegrano na nim dwa spotkania fazy grupowej tych zawodów. Przed turniejem obiekt przeszedł modernizację. Ponadto w sierpniu 2010 roku na stadionie rozegrano dwa spotkania fazy eliminacyjnej Pucharu Regionów UEFA.